# Vor Frue Kirke (Flødstrup)
 For alternative betydninger, se Vor Frue Kirke. (Se også artikler, som begynder med Vor Frue Kirke)
Vor Frue Kirke i landsbyen Flødstrup er sognekirke for Flødstrup Sogn i Nyborg Kommune.

## Eksterne kilder og henvisninger
- Vor Frue Kirke Arkiveret 31. januar 2011 hos  Wayback Machine hos nordenskirker.dk
- Vor Frue Kirke hos KortTilKirken.dk